# Pliva
A Pliva folyó Bosznia-Hercegovina nyugati részén, az Orbász bal oldali mellékfolyója. Hossza 33 km, vízgyűjtő területe 768 km2. A folyó mentén több látványosság és kikapcsolódási, túrázási lehetőség van, Jajca városánál pedig 22 méter magas vízeséssel csatlakozik az Orbászhoz.

## Vízrajza
Két forrásból, a Jastrebnjak és a Smiljevac hegyek lábánál ered, 483 méter magasan, a boszniai Szerb Köztársaság területén. Karsztforrásai Európa legnagyobb hozamú ivóvízforrásainak számítanak. A két ág 300 méter után egyesül, majd a folyó áthalad Šipovo városán, a Szerb Köztársaság és a Föderáció határán tavakká szélesedik, végül Jajcánál az Orbászba ömlik.
A tiszta és gyors vizű folyóban sebes pisztráng és pénzes pér él; a forrástól Šipovóig tartó nyolc kilométeres szakasz kiváló feltételeket biztosít a legyező horgászatra; horgász világbajnokságot is tartottak itt. A környék állatvilágára jellemző a vidra, hód, hiúz, az erdők pedig főleg bükkből, juharból, kőrisből, szilből állnak.

### Mellékfolyói
A Plivához hasonlóan látványos a Janj, egy jobb oldali mellékfolyó, mely 9 kilométerre a forrástól ömlik a Plivába. Szigetei (Janjske otoke), kis vízesései, mészkőkanyonjai népszerű túrázó, piknikező célponttá tették.
Bal oldali mellékfolyója a Sokočnica, mely mentén megtekinthető a Sokolačka barlang és Sokograd (Sólyomvár) romjai. A várat a középkorban építették, kezdetben a bosnyákok, 1463–1527 között a magyarok, ezután pedig a törökök használták. 1833-ban elhagyták és elpusztult.

## Látványosságok

### A Pliva-tavak
Két tava a Nagy Pliva-tó (Veliko Plivsko) és a Kis Pliva-tó (Malo Plivsko). Az előbbi megnyúlt alakú, hossza 3,3 km, felülete 1,2 km2, tengerszint feletti magassága 424 méter; az utóbbi hossza 1 km alatt van, felülete 0,2 km2. Környékükön számos szálloda és panzió található: a tavak népszerűek a kikapcsolódni, csónakázni, úszni vágyók körében; a 2010-es években évi 150–200 ezer turista kereste fel őket.
Ezeket a természetes víztározókat, továbbá a folyó egyenletes hozamát kihasználva az osztrák–magyarok már az 1890-es években vízerőművet építettek a Plivára (Elektrobosna) – az első vízerőművet a Balkánon. A jelenlegi erőmű 1957-ből származik – a munkálatok és szabályozás eredményeként a tavak tovább duzzadtak és végül mesterséges tározóvá alakultak.

### Vízimalmok
A két tó közötti mésztufagáton húsz régi vízimalom tekinthető meg, melyeket egykoron őrlésre és sajtolásra használtak. Vízimalmok már a 17. században is voltak a Pliván, és a 19. században száznál is több működött. Az 1980-as években a megmaradt malmokat összegyűjtötték, felújították, és jelenlegi helyükre (Mlinčići) szállították. A turisták számára sétányokat és parkolókat létesítettek.

### A Pliva-vízesés
A Pliva-vízesés (Plivski vodopad) Jajca látványossága;  a város – és részben az ország – szimbóluma. 50 000 éve alakult ki, becslések szerint eredeti magassága 36 méter volt, de a földrengések, árvizek, vízerőművek építése, mederrendezés, szennyezés, háború következtében 22 méter magasságúvá zsugorodott. 1903-ban Csontváry Kosztka Tivadar is megfestette.

## Képek

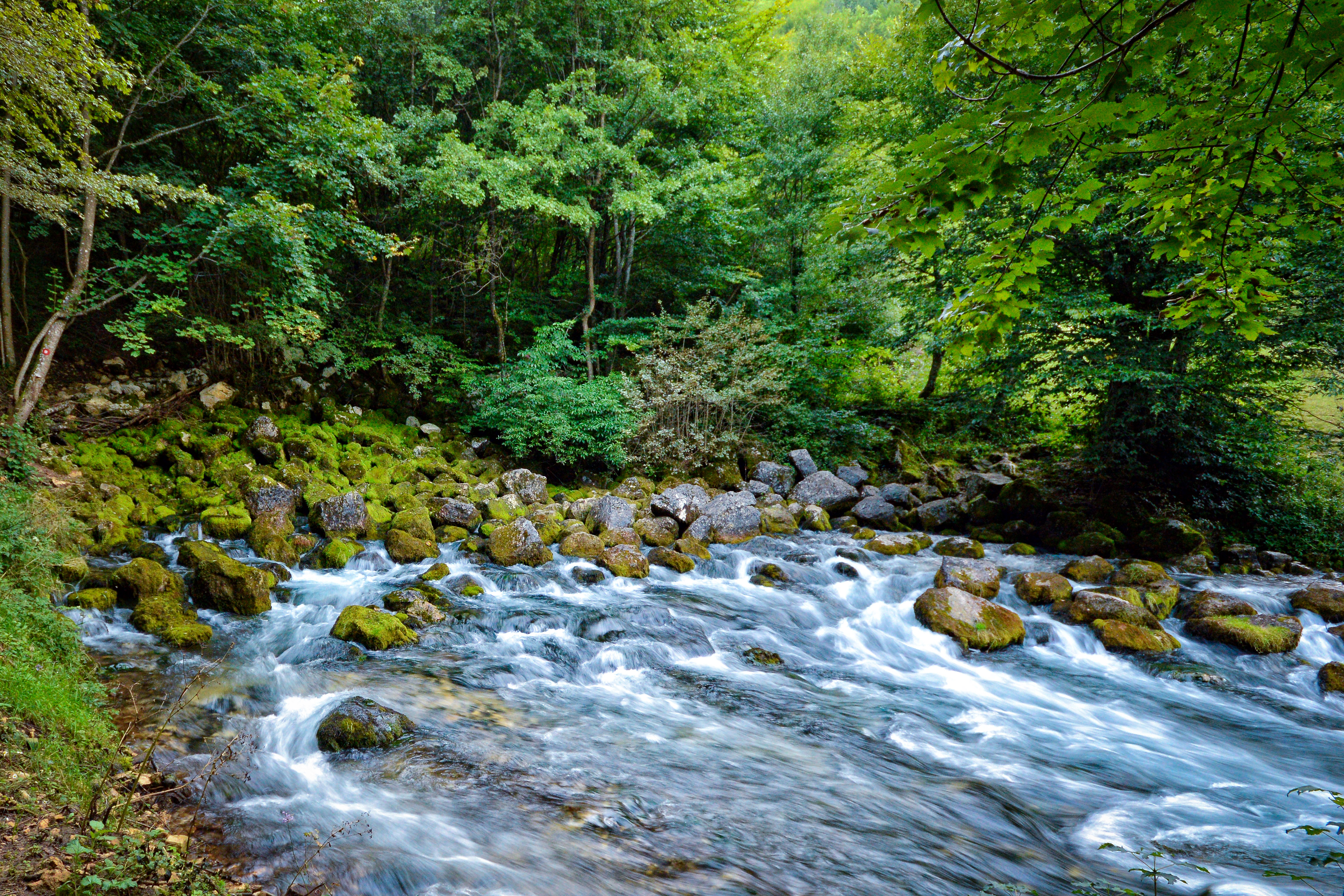
Az egyik karsztforrás
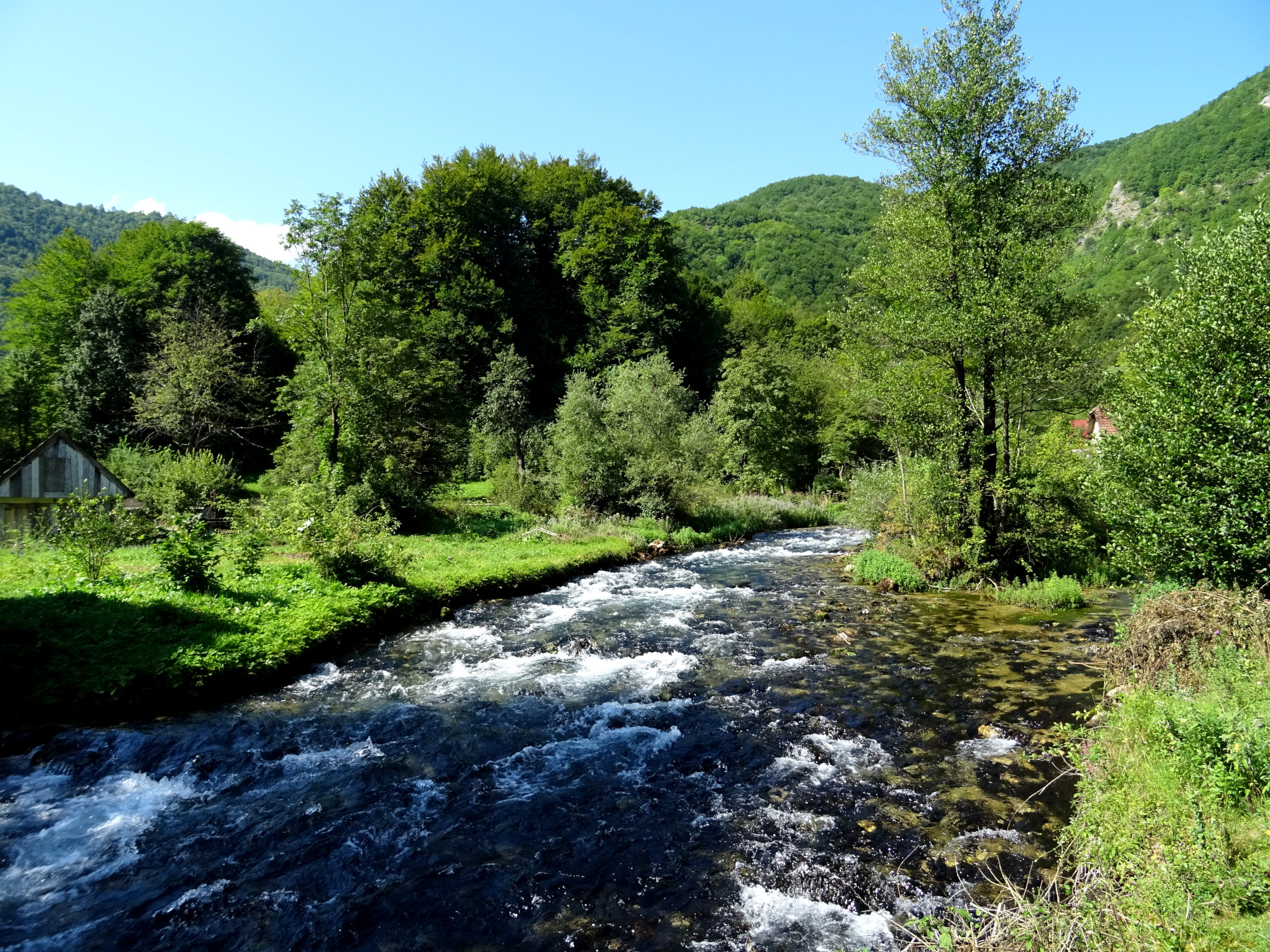
A Pliva
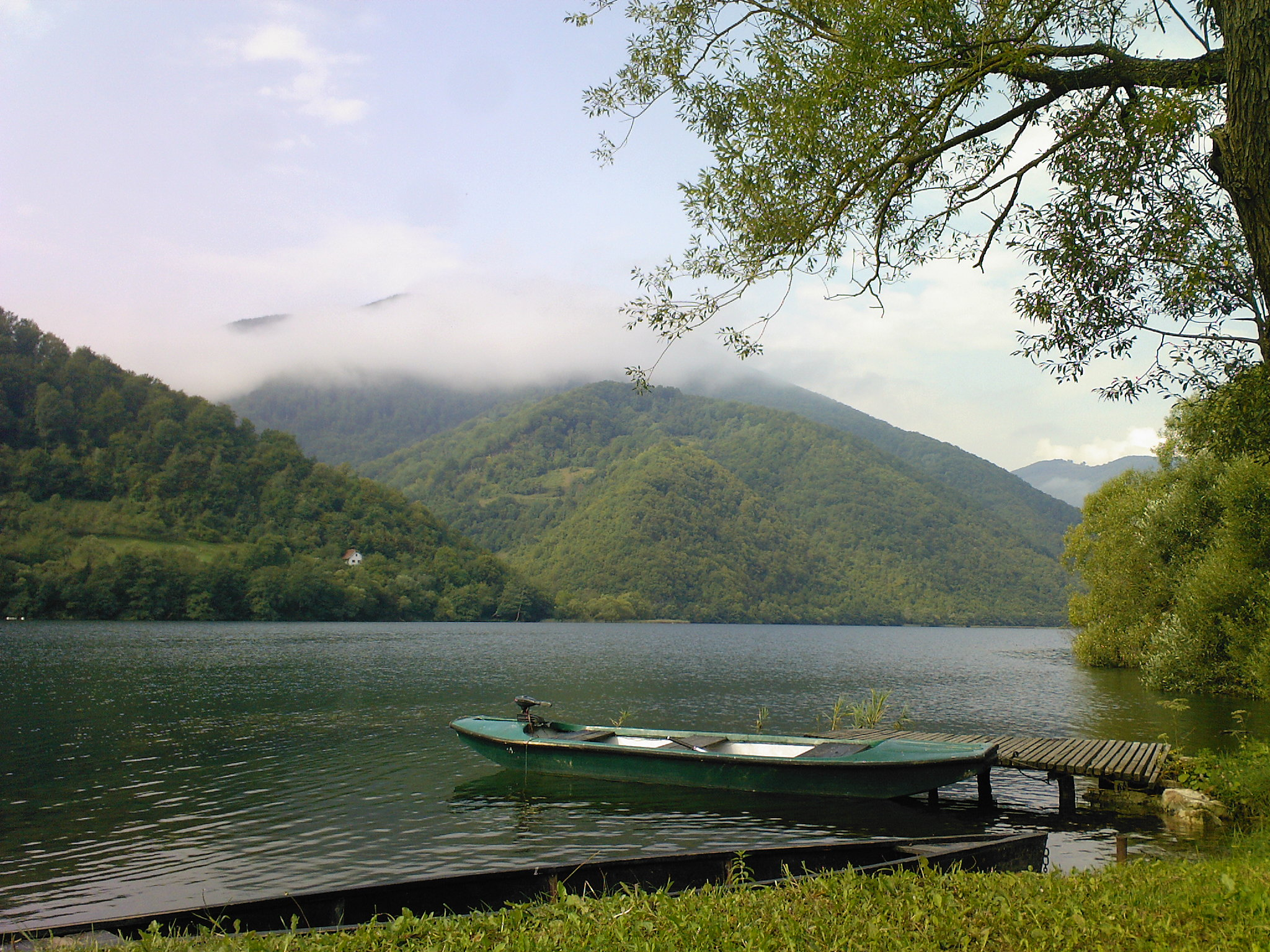
A Nagy Pliva-tó
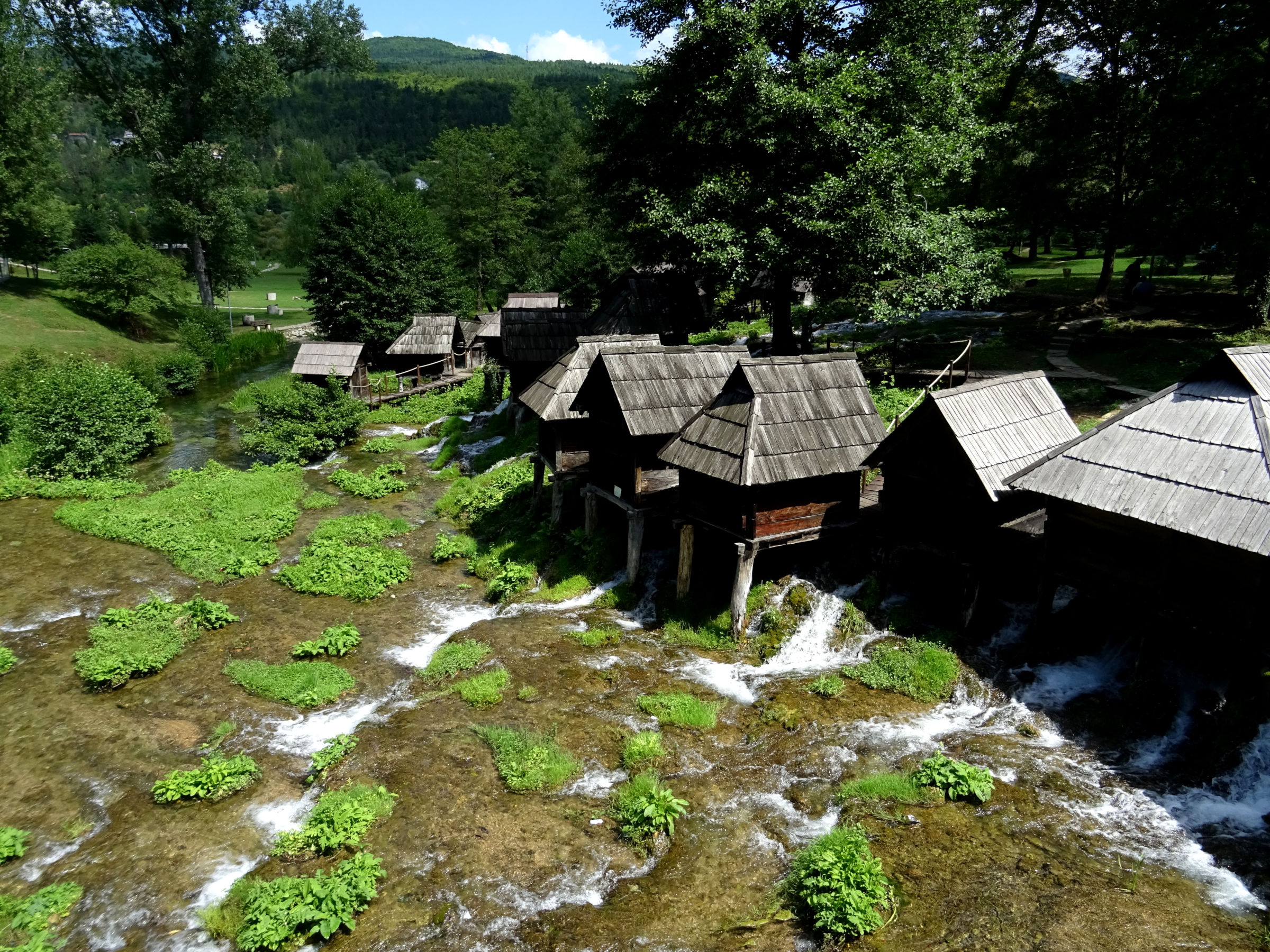
Vízimalmok
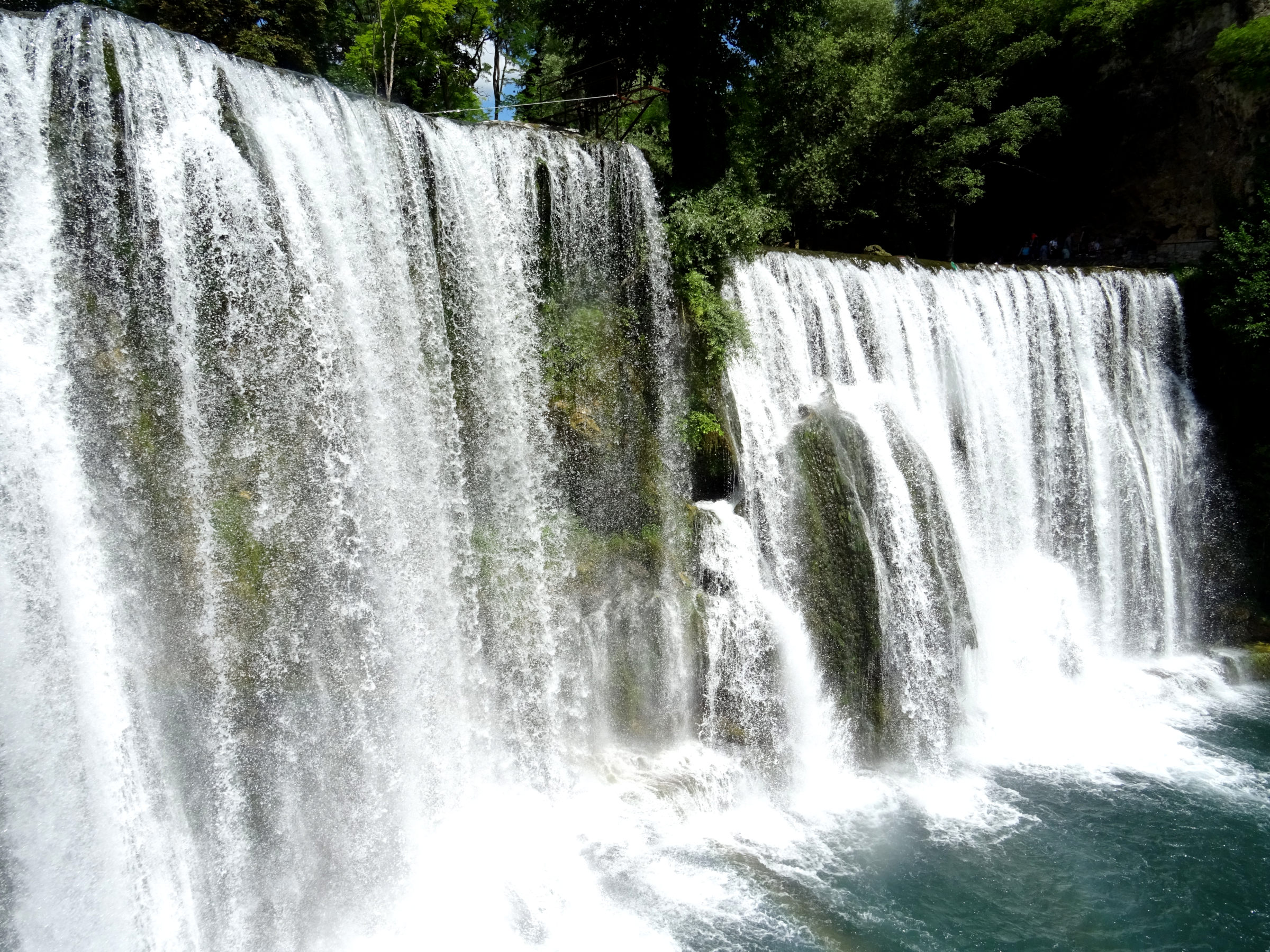
A jajcai vízesés